# Chinavita
Chinavita es un municipio colombiano situado en el departamento de Boyacá. Según el censo de 2024, tiene una población de 3524 habitantes.
Forma parte de la provincia de Neira.
El nombre proviene de los términos chibchas china, que significa "iluminado", y vita, que significa "cumbre", por lo que puede traducirse como "cumbre iluminada". Cuenta la tradición oral que por algún fenómeno luminoso el terreno que actualmente ocupa Chinavita presentaba una luminosidad especial, visible desde Garagoa y Pachavita.

## Toponimia

### Origen lingüístico[4]
- Familia lingüística: Chibcha
- Lengua: Muysccubun

### Significado
Chinavita posiblemente pertenece a la lengua general Muisca y presenta los vocablos chi-zi “nosotros, qui-quie “madero, árbol, bosque”, n “en, de”. ra-ca “lugar, fortaleza, propiedad”.

### Origen / Motivación
Una leyenda dice que un meteorito luminoso fue visto varias veces en las noches desde las poblaciones de Garagoa, Pachavita y Cupavita y es allí donde se fundó el pueblo Chinavita, lugar que cuentan, su designación es celestial. Quizá, esta sea la razón para que los hijos de la cumbre iluminada diera a este pueblo un nombre con el sentido que describe el grandioso prodigio de la luz.

## Historia
Fue fundada el 12 de septiembre de 1822 por el presbítero José Joaquín Ramírez Zubieta, y se destaca como importante centro religioso de la Diócesis de Garagoa, ya que es el destino de cientos de fieles en la romería a la Virgen del Amparo de Chinavita, la cual se efectúa el primer sábado de septiembre de cada año con la asistencia del obispo y todos los sacerdotes de dicha Diócesis. Las ferias y fiestas del pueblo se realizan iniciando cada año.

## Clima
Chinavita posee un clima variado gracias a los distintos pisos térmicos. Al oriente están las partes altas, y se destaca la Sabana de Mundo Nuevo, en donde se encuentra, entre otros atractivos, la Laguna de la Tarea. Posee además varios parajes naturales propicios para camping de montaña, con alturas de más de 3000 m s. n. m. Al occidente límite con el río Tibaná y en la zona la altitud promedio es de 1500 m s. n. m. Se destacan los cultivos de café, frutales y caña de azúcar.

## Economía
Los habitantes se dedican especialmente a la agricultura, cultivan papa, caña de azúcar, tomate, hortalizas, plátano, café, frutas y fique. Otra actividad importante es la ganadería donde predomina el ganado vacino,  las razas destacadas son: criollo, normando y cebú. También hay ganado porcino, caprino, caballar, lanar y aves de corral. La tercera actividad economica es la minería, en la parte rural se encuentran yacimientos de carbón, arena y roca.